# Wereldkampioenschap schaatsen allround 1896
Het wereldkampioenschap schaatsen allround 1896 werd op 7 en 8 februari 1896 in Joesoepovski Park in Sint-Petersburg gehouden.
De titelverdediger was Jaap Eden, de wereldkampioen van 1895 op de ijsbaan Mjøsen in Hamar.
Jaap Eden won zijn derde wereldtitel door het winnen van alle vier de afstanden.

## Eindklassement
| Rang | Schaatser           | Land               | 500m        | 5000m       | 1500m       | 10.000m     |
| Goud | Jaap Eden           | Nederland          | 50,2 (1)    | 9.03,2 (1)  | 2.36,2 (1)  | 18.52,4 (1) |
| (2)  | Gustaf Estlander    | Finland            | 53,8 (3)    | 9.42,4 (2)  | 2.44,2 (2)  | 19.57,4 (2) |
| (3)  | Johan Wink          | Finland            | 55,0 (7)    | 9.48,6 (3)  | 2.54,4 (6)  | 20.12,2 (3) |
| (4)  | Nikolay Fyodorov    | Keizerrijk Rusland | 1.00,8 (10) | 11.01,2 (8) | 3.12,6 (11) | 23.11,6 (5) |
| NF4  | N. Obukhov          | Keizerrijk Rusland | 58,8 (9)    | 10.59,0 (7) | 3.08,2 (10) | NF          |
| NS4  | Sergey Muller       | Keizerrijk Rusland | 54,2 (4)    | 10.03,2 (4) | 2.49,2 (4)  | NS          |
| NS4  | V. Gumbin           | Keizerrijk Rusland | 1.03,2 (11) | 11.19,8 (9) | 3.18,2 (12) | NS          |
| NS2  | A. Nikolayev        | Keizerrijk Rusland | 56,6 (8)    | NS          | NF          |             |
| NS2  | Eduard Vollenveyder | Keizerrijk Rusland | 54,6 (5)    | NS          |             |             |
| NS2  | Aleksandr Papikin   | Keizerrijk Rusland | 52,8 (2)    | NS          | 2.54,4 (6)  |             |
| NS2  | Pyotr Kusminski     | Keizerrijk Rusland | 54,8 (6)    | NS          | 2.53,2 (5)  |             |
| NF1  | M. Pfeffer          | Keizerrijk Rusland | NF          | 10.48,0 (6) | 3.02,6 (9)  |             |
| NS1  | Julius Seyler       | Duitse Keizerrijk  | NS          |             | 2.44,2 (2)  |             |
| NS1  | H. Roos             | Keizerrijk Rusland | NS          | 10.12,6 (5) | 2.56,0 (8)  | 21.05,6 (4) |

* = met val
NC = niet gekwalificeerd
NF = niet gefinisht
NS = niet gestart
DQ = gediskwalificeerd